# 藤桥西河
藤桥西河，位于中华人民共和国海南岛南部，发源于保亭黎族苗族自治县南部的通打岭，蜿蜒向东穿过赤田水库后于三亚市海棠区藤桥村南汇入藤桥河。河长32.9公里，比降4.80‰，流域面积273.4平方千米。